# The Taylor Swift Holiday Collection
The Taylor Swift Holiday Collection is een kerst-ep van de Amerikaanse zangeres Taylor Swift. Het werd origineel onder de titel Sounds of the Season: The Taylor Swift Holiday Collection exclusief uitgebracht bij de Amerikaanse winkel Target in 2007. Later werd het via onlineservices algemeen uitgebracht.
De ep bestaat uit twee originele nummers van Swift, namelijk "Christmases When You Were Mine" en "Christmas Must Be Something More". Verder bevat het vier covers van bekende kerstnummers, te weten "Last Christmas" van Wham!, "Santa Baby" van Eartha Kitt, het traditionele "Silent Night" en "White Christmas" van Irving Berlin.

## Tracklist
Alle nummers zijn geproduceerd door Nathan Chapman.

| 1.                 | Last Christmas                   | George Michael                                    | 3:28 |
| 2.                 | Christmases When You Were Mine   | Taylor Swift, Liz Rose, Chapman                   | 3:06 |
| 3.                 | Santa Baby                       | Joan Ellen Javits, Philip Springer, Tony Springer | 2:41 |
| 4.                 | Silent Night                     | Joseph Mohr, Franz Xaver Gruber                   | 3:32 |
| 5.                 | Christmas Must Be Something More | Swift                                             | 3:52 |
| 6.                 | White Christmas                  | Irving Berlin                                     | 2:34 |
| Totale duur: 19:15 |                                  |                                                   |      |